# Camair-Co
La Cameroon Airlines Corporation, comercializada como Camair-Co, es una aerolínea de Camerún, que opera como compañía de bandera del país, un papel que previamente fue llevado a cabo por Cameroon Airlines. Camair-Co tiene su sede en Douala y opera desde el aeropuerto Internacional de Douala.

## Historia

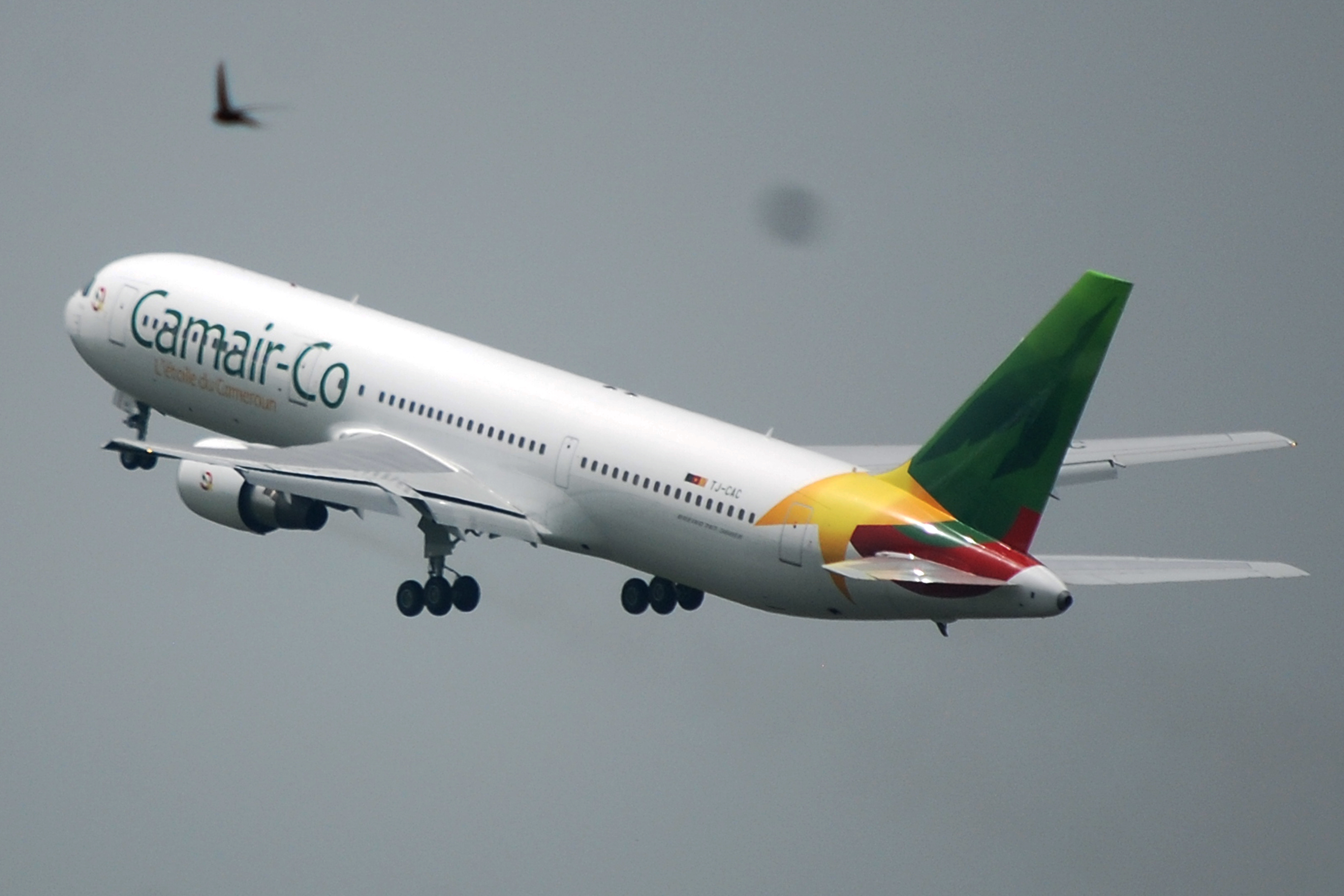
Vuelo inaugural el 28 de marzo de 2011

Camair-co fue creada el 11 de septiembre de 2006 por decreto de Paul Biya, el Presidente de Camerún, como compañía que vendría a reemplazar a Cameroon Airlines, la aerolínea nacional del país hasta ese momento. Cameroon Airlines cesó su actividad en junio de 2008, pero le llevó hasta 2011 a Camair-Co iniciar los vuelos. El vuelo inaugural desde Douala a París vía Yaundé tuvo lugar el 28 de marzo.

## Destinos
En junio de 2011, Camair-Co ofrece vuelos regulares a los siguientes destinos:
| Country                         | City        | ICAO | IATA | Airport                                             |
| Camerún                         | Duala       | FKKD | DLA  | Aeropuerto Internacional de Douala                  |
| Camerún                         | Garoua      | FKKR | GOU  | Aeropuerto Internacional de Garoua                  |
| Camerún                         | Maroua      | FKKL | MVR  | Aeropuerto Regional de Salak                        |
| Camerún                         | Ngaoundéré  | FKKN | NGE  | Aeropuerto Regional de Ngaoundéré                   |
| Camerún                         | Yaundé      | FKYS | NSI  | Aeropuerto Internacional de Yaundé Nsimalent        |
| Chad                            | Yamena      | FTTJ | NDJ  | Aeropuerto Internacional de Yamena                  |
| República Centroafricana        | Bangui      | FEFF | BGF  | Aeropuerto Internacional de Bangui M'Poko           |
| Guinea Ecuatorial               | Malabo      | FGSL | SSG  | Aeropuerto Internacional de Malabo                  |
| Gabón                           | Libreville  | FOOL | LBV  | Aeropuerto Internacional de Libreville              |
| República del Congo             | Brazzaville | FCBB | BZV  | Aeropuerto Internacional Maya-Maya                  |
| Benín                           | Cotonú      | DBBB | COO  | Aeropuerto Internacional de Cadjehoun               |
| Nigeria                         | Lagos       | DNMM | LOS  | Aeropuerto Internacional Murtala Muhammed           |
| República democrática del Congo | Kinshasa    | FZAA | FIH  | Aeropuerto Internacional de N'Djili                 |
| Costa de Marfil                 | Abiyán      | DIAP | ABJ  | Aeropuerto Internacional Felix Houphouet Boigny     |
| Francia                         | París       | LFPG | CDG  | Aeropuerto Internacional de París Charles de Gaulle |

## Flota

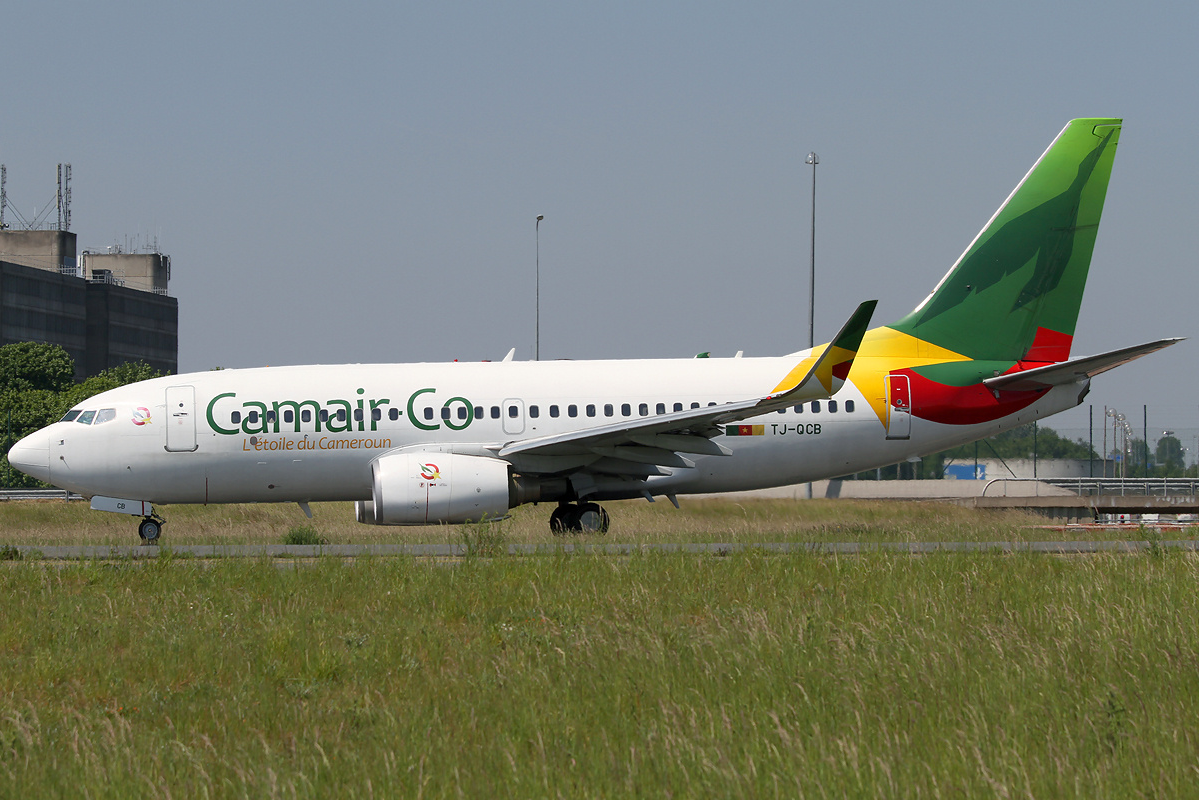
Boeing 737-700 de Camair-Co

En junio de 2011, la flota de Camair-Co se compone de las siguientes aeronaves con una media de 7,2 años: